# 安巴托技术大学
安巴托技术大学（西班牙語：Universidad Técnica de Ambato，UTA）是一所厄瓜多尔公立大学，位于通古拉瓦省的省会安巴托市。 是厄瓜多尔和安巴托市最重要的大学之一。 自2012年开始加入厄瓜多尔大学调查和研究网。
安巴托技术大学，经厄瓜多尔国会同意，于1969年4月14日建立。 办学口号为"教育就是学会自由"，第一任校长是卡洛斯·托罗·纳瓦斯博士，他主持建立了第一所大学理事会，之后在1969年5月10日举办了第一次大学会议。 副校长是经济学家维克多·卡布雷拉·古兹曼。
安巴托技术大学前身是一所由会计学领域的专家于1959年9月13日创建的高等研究院。 从1963年6月5日开始，该研究所，及其会计学，管理学和工业技术学校一起具有了官方性质。安巴托技术大学，于1969年4月18日依据第69-05条法律建立，作为教师、学生和工人的社区。
安巴托技术大学，是第一个在厄瓜多尔中心区建立的国立大学，学校活动主要在Ingahurco城区，安巴托市的Huachi校区，以及通古拉瓦省Cevallos州的Querochaca校区进行.
目前，安巴托技术大学有10个学院，分为3个校区。
高等教育质量保证评估和认证理事会【CEAACES】将安巴托技术大学列为B类。